# Dysmicoccus insulae
Dysmicoccus insulae är en insektsart som beskrevs av Williams och Watson 1988. Dysmicoccus insulae ingår i släktet Dysmicoccus och familjen ullsköldlöss. Inga underarter finns listade i Catalogue of Life.